# پریسووو
پریسووو (به بلغاری: Prisovo) یک منطقهٔ مسکونی در بلغارستان است که در استان ولیکو تارنوو واقع شده‌است.
 پریسووو ۴۲٬۴۳۶ کیلومتر مربع مساحت و ۴۳۰ نفر جمعیت دارد و ۲۴۶ متر بالاتر از سطح دریا واقع شده‌است.